# Kublitsa-tó
A Kublitsa järv egy tó Észtországban, Võru megyében Võlsi falu területén. Észtország keleti vízgyűjtő területén fekszik.

## Földrajz
Az 1,5 hektáron elterülő tó partvonala 492 méter. A tó hossza 200 méter, szélessége 110 méter.

## Fordítás
Ez a szócikk részben vagy egészben  a   Kublitsa järv című észt Wikipédia-szócikk ezen változatának fordításán alapul.  Az eredeti cikk szerkesztőit annak laptörténete sorolja fel. Ez a jelzés csupán a megfogalmazás eredetét és a szerzői jogokat jelzi, nem szolgál a cikkben szereplő információk forrásmegjelöléseként.